# Leyes de Mańczak
Las leyes de Mańczak son una serie de enunciados que resumen generalizaciones estadísticas sobre tendencias observadas en el cambio lingüístico de las lenguas que relacionan la frecuencia de los morfemas, la longitud de los mismos y otros aspectos con la mayor o menor facilidad para el cambio. Estas leyes fueron enunciadas por el romanista Witold Mańczak, en varias publicaciones (1958, 1963, 1978, 1989).

## Primera ley
La primera ley de Mańczak se refiere al hecho de que las lenguas buscan a menudo suprimir la variedad alomórfica en beneficio de la uniformidad y la simplicidad morfológica. A este proceso de eliminación de alternativas equivalentes a veces se le llama nivelación analógica. La formulación del propio Mańczak de esta generalización es:
1ª LEY Los morfemas de idéntico significado desaparecen más frecuentemente de lo que aparecen.

## Segunda y tercera ley
Estas dos leyes recogen el hecho de que los elementos "más ligeros" fónicamente, son los que son retenidos en mayor grado y son más resistentes al cambio. Esto parece relacionado de alguna manera con el principio de economía y mínimo esfuerzo. La segunda ley habla de la probabilidad de substitución de uno tipo de elementos por otros, el enunciado de esta segunda ley es:
2ª LEY En lo que concierne a:
a) los morfemas más breves - los morfemas más largos,
b) las palabras más breves - las palabras más largas,
c) las palabras - los grupos de palabras,
los primeros son reemplazados más frecuentemente por los segundos que viceversa.
La tercera habla de la retención, no de la substitución y afirma que:
3ª LEY En lo que concierne a:
a) los morfemas más breves - los morfemas más largos,
b) las palabras más breves - las palabras más largas,
c) las palabras - los grupos de palabras,
los primeros se conservan más frecuentemente que los segundos, los primeros mantienen su carácter arcaico más frecuentemente que los segundos, los primeros provocan la modificación de los últimos más frecuentemente que viceversa.

## Cuarta ley
La cuarta ley recoge el hecho constatado de que ciertos cambios de asimilación analógica se producen preferentemente en cierta dirección, hecho que fue señalado previamente por Kuryłowicz.
4ª LEY En lo que concierne a las formas más frecuentes y a las formas menos frecuentes, por ejemplo las:
a) de singular - de los de otros números (dual, plural)
b) del indicativo - de los otros modos,
c) del presente - de los otros tiempos,
d) de la 3ª persona - de las otras personas,
e) los numerales inferiores - los numerales superiores,
f) los numerales cardinales - los numerales ordinales,
las primeras formas se mantienen más frecuentemente que las segundas, las primeras conservan un carácter arcaica más frecuente que las segundas, las primeras provocan la modificación de las segundas más que viceversa, las primeras reemplazan alas otras más frecuentemente que viceversa.

## Quinta ley
Esta es una ley de alcance más restringido, referida básicamente a la onomástica, que afirma:
5ª LEY En lo que concierne a:
a) los casos locales de los nombres geográficos - los mismos casos de los nombres comunes
b) los casos no locales de los nombres comunes - los mismos casos de los nombres geográficos,
c) los nombres comunes - los nombres propios de persona,
los primeros conservan un carácter arcaico más frecuentemente que los otros.